# Nghĩa trang Chauchilla
Nghĩa trang Chauchilla là một nghĩa địa nằm giữa sa mạc cách thành phố Nazca ở Peru 30 kilômét (19 mi) về phía nam. Nơi đây, những xác ướp của các thổ dân thuộc nền văn hóa Ica-Chincha cách đây 1.000 năm được an táng cùng nhiều trang sức bằng vàng và đồ gốm.

## Lịch sử
Nghĩa trang này được phát hiện vào những năm 1920, nhưng đã không được sử dụng từ thế kỷ thứ 9 sau Công nguyên. Nghĩa trang ẩn chứa nhiều chôn cất quan trọng trong khoảng thời gian từ 600 đến 700 năm. Công việc an táng ở nơi này bắt đầu vào khoảng 200 AD. Điều quan trọng, di chỉ là một nguồn khảo cổ học nhiều ý nghĩa cho nền văn hóa Nazca. Nghĩa địa đã bị cướp phá bởi huaqueros (những tên trộm mộ), chúng đã để lại xương người và đồ gốm rải rác khắp khu vực. Các nghĩa trang địa phương tương tự đã bị hư hại ở mức độ lớn hơn. Vị trí này đã được luật pháp Peru bảo vệ từ năm 1997 và khách du lịch phải trả khoảng 7 đô la Mỹ để thực hiện tour tham quan Chauchilla kéo dài chừng hai tiếng. Địa điểm này nằm bên bờ sông Poroma và có thể đi vào thông qua một con đường đất từ Xa lộ Liên Mỹ. Vào năm 1997, phần lớn các xương rải rác và đồ gốm bị cướp đã được khôi phục đến các ngôi mộ.

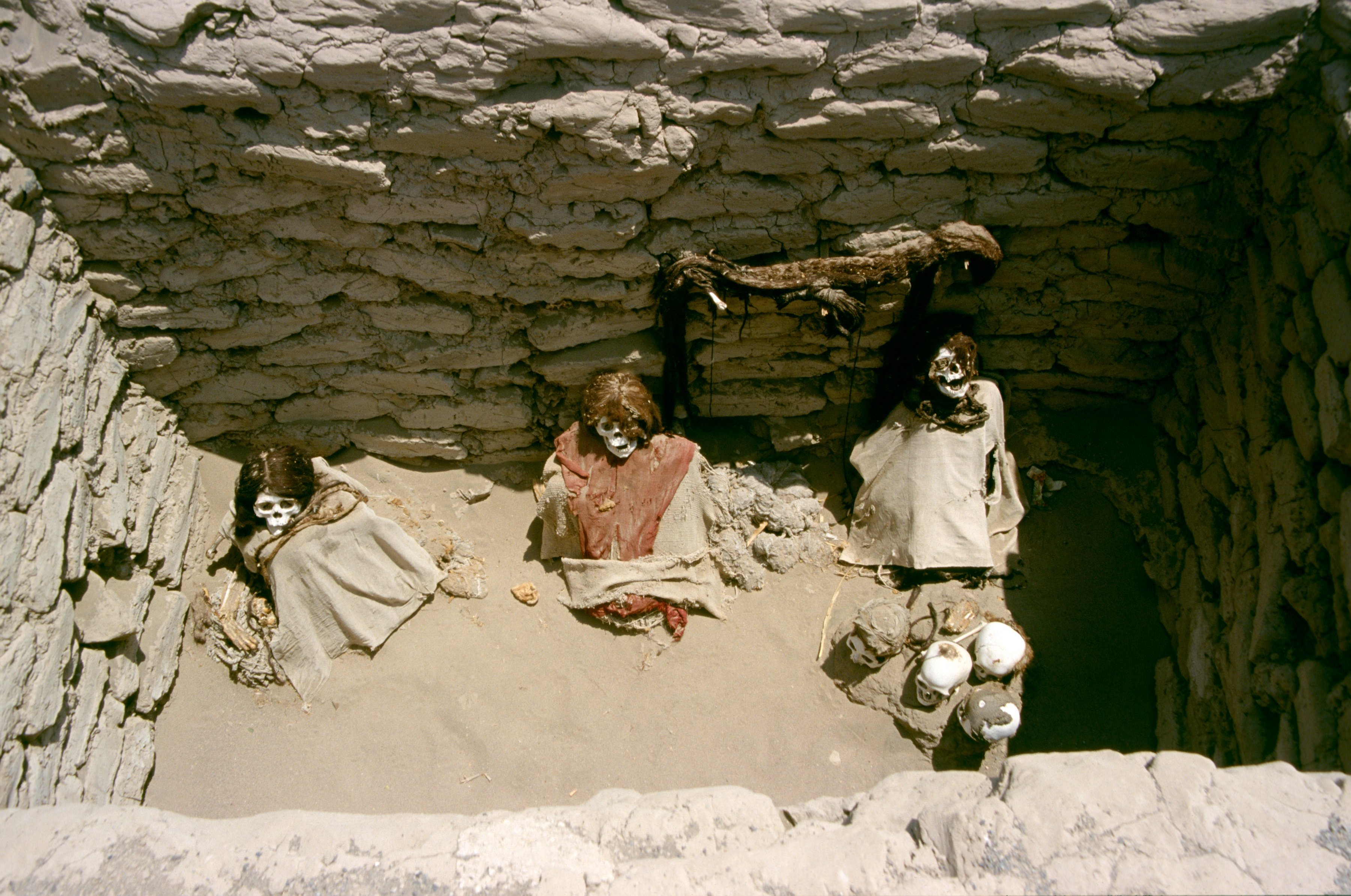
Ngôi mộ được xây dựng cho các nhóm gia đình

## Bảo tồn xác ướp
Hầu hết hài cốt ở nghĩa trang đều được đặt trong hố và ở tư thế ngồi dựa lưng. Các nhà khoa học lý giải rằng, đó có thể là do một tập quán chôn cất mai táng của thổ dân xưa. Khí hậu khô, nóng cùng cách thức ướp người chết bằng một lớp nhựa thông, quấn trong vải bông dệt, sau đó an táng dưới hầm mộ xây từ gạch bùn đã hạn chế hoạt động của vi khuẩn, tránh cho xác bị phân rã. Bởi vậy, tóc của họ, nhất là những người tù trưởng của bộ tộc vẫn còn rất nhiều, và... mềm nữa. Đặc biệt, nhiều hài cốt ở đây có xương quai hàm mở như nở một nụ cười khó hiểu.

## Trong văn hóa đại chúng
Nghĩa trang Chauchilla là một địa điểm nổi bật trong bộ phim Indiana Jones và vương quốc sọ người. Mặc dù không được gọi bằng tên trong phim, nghĩa trang được xác định rõ ràng trong kịch bản, tài liệu quảng cáo và hàng hóa.
Ngày nay, người dân địa phương thường kể lại những câu chuyện về các đốm sáng lập lòe và vật thể di động tại nghĩa trang hàng đêm. Họ cũng truyền tụng những câu chuyện về lời nguyền dành cho những kẻ cướp mộ nơi đây.